# Georg Frans Tihleman
Georg Frans Tihleman, född 10 augusti 1770, död 30 december 1802, var svensk riksantikvarie mellan åren 1795–1802
Tihleman blev docent i estetik 1790 och valdes därefter in i Vitterhetsakademien. Han efterträdde Johan David Flintenberg som sekreterare och riksantikvarie 1795. Tihleman förskingrade akademiens medel och vanskötte myntkabinettet.